# تقلصات براكستون هيكس
تقلصات براكستون هيكس (بالإنجليزية: Uterine tachysystole)‏، هي حالة من تقلصات الرحم المتكررة بشكل مفرط أثناء الحمل.
غالبًا ما يكون قياس التقلصات على مدى عشر دقائق ولكن متوسطها يزيد عن ثلاثين دقيقة، وهناك أيضا اختلافات طفيفة في كيفية حساب هذا الانقطاع، لذلك يتم تعريفها بشكل عام على أنها تتكرر أكثر من مرة كل دقيقتين.
بالرغم من أن التعريفات قد تختلف بين الدراسات ، إلا أن المعظم يستخدم المصطلحات التي حددها الكونغرس الأمريكي لأخصائيي التوليد وأمراض النساء (1999 أ) لوصف زيادة نشاط الرحم على النحو التالي:
- (تقلصات براكستون هيكس) يتم تعريفه بأنه عبارة عن 6 انقباضات في فترة 10 دقيقة.
- (تقلصات هيبرتونز) وهو عبارة عن انقباض واحد يستمر لمدة أطول من دقيقتين.
- (الرحم مفرط التحفيز) وهو عندما تؤدي إحدى الحالات إلي تغير معدل ضربات قلب الجنين بشكل غير مطمئن.

عدل الكونغرس الأمريكي لأطباء النساء والتوليد هذه التعريفات في عام 2008. (تقلصات براكستون هيكس)  يُعرّف بأنه عبارة عن 5 تقلصات أو أكثر في 10 دقائق بمتوسط أكثر من 30 دقيقة. ولا يُنصح باستخدام المصطلحين "hypertonus" و "hyperstimulation". وتم ذكر أن (تقلصات براكستون هيكس)  يتبع بروستاجلاندين أي2  عن طريق المهبل وذلك بنسبة 1 إلى 5 % من النساء مثل (بريندى و سوكول عام 1988 وأيضا رايبرن عام 1989)، حيث يمكن أن يرتبط بانفصال المشيمة أو ربما  بالورم العضلي الأملس، ويمكن أن يشير أيضا إلى فرط إفراز الأوكسيتوسين.